# Mar-a-Lago
Mar-a-Lago (prononcé en anglais : [mɑɹ.ə.lɑ.goʊ]) est une résidence et un site historique national américain (National Historic Landmark) situé à Palm Beach, en Floride. La villa est construite de 1924 à 1927 à la demande de Marjorie Merriweather Post.
Depuis 1985, elle est la propriété de Donald Trump, dirigeant de The Trump Organization, 45e et 47e président des États-Unis.

## Histoire

### Marjorie Merriweather Post

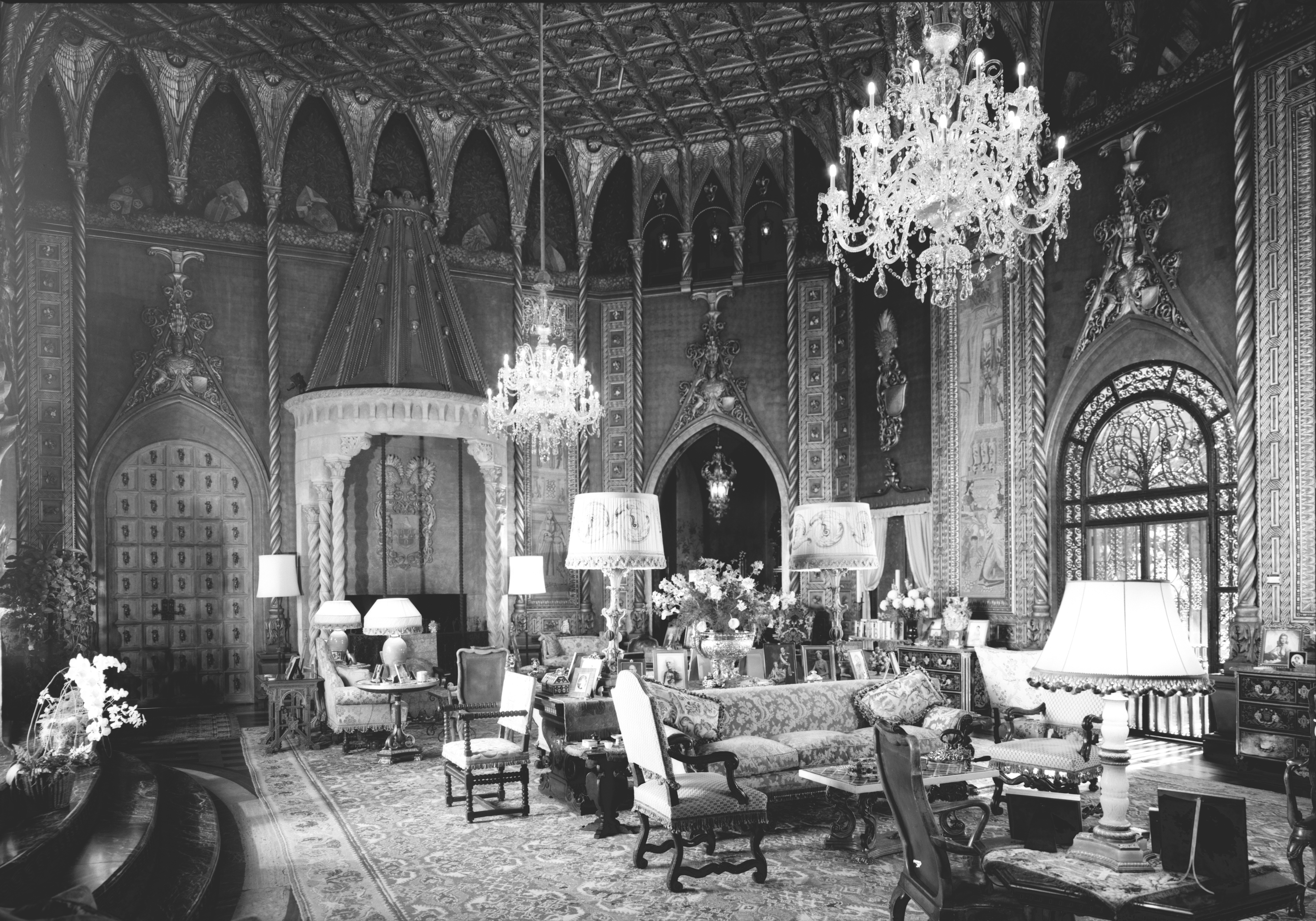
Un salon en 1967.

La femme d'affaires Marjorie Merriweather Post a fait construire la demeure avec son mari Edward F. Hutton. Ce dernier a engagé Marion Sims Wyeth (en) comme architecte et Joseph Urban pour la décoration intérieure et extérieure. Wyeth fut chargé des fondations, Urban du bâtiment et ses décors. Le nom de la propriété, Mar-a-Lago, signifie en espagnol « de la mer au lac ».
La demeure est construite à Palm Beach, un quartier insulaire enclavé, qui compte, depuis le début du XXe siècle, une des plus fortes concentrations de milliardaires des États-Unis,. Le coût des travaux de Mar-a-Lago s'élève à 7 millions de dollars ; ils durent quatre ans. Il s'agit de la propriété à l'origine du développement de Palm Beach comme centre de résidences pour grandes fortunes. La fille de Marjorie Post, l'actrice Dina Merrill, y passa son enfance. Dans les années 1950, Marjorie Post fait construire la grande salle de bal, y organisant notamment le bal international de la Croix-Rouge.
Mar-a-Lago devient National Historic Site le 16 janvier 1969, rejoint le registre national des lieux historiques en 1972, et est désigné National Historic Landmark en 1980.
Après le décès de Marjorie Post en 1973, le domaine de 69 000 m2 est cédé à l'État fédéral des États-Unis pour devenir la résidence officielle d'hiver du président. Face aux frais de la maintenance, des taxes annuelles évaluées à environ 3 millions de dollars et la difficulté à sécuriser le bâtiment, l'État cède finalement le bâtiment à la Fondation Post en 1981, qui le met en vente pour 20 millions de dollars,.

### Donald Trump

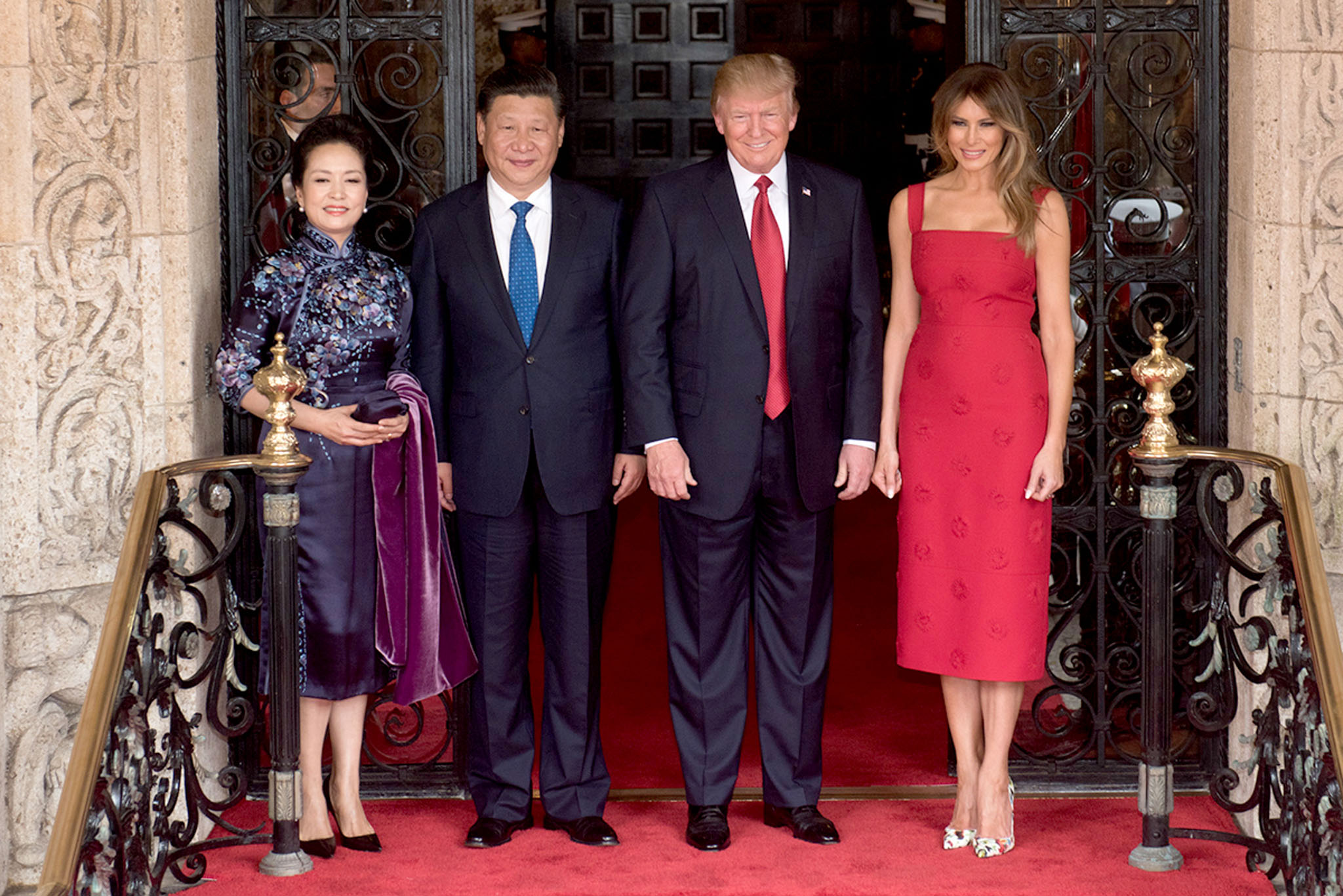
Les couples présidentiels chinois (Xi Jinping et Peng Liyuan) et américain (Donald et Melania Trump) à Mar-a-Lago en 2017.

En 1985, l'homme d'affaires Donald Trump rachète l'ensemble du domaine après avoir essayé sans succès d'acheter et de combiner deux appartements à Palm Beach pour sa famille. Trump propose ensuite 3 millions de dollars pour acheter le terrain entre Mar-a-Lago et l'océan, indiquant qu'il a l'intention de construire une maison qui boucherait la vue sur la plage.
Finalement, il rachète la propriété pour 5 millions de dollars et débourse 3 millions de dollars supplémentaires pour le mobilier,. Il fait rénover le domaine en ajoutant une salle de bal de 1 900 m2 (ornée pour 7 millions de dollars de feuilles d'or, Trump déclarant s'être inspiré du château de Versailles) aux 58 chambres et 33 salles de bains déjà existantes. Le domaine dispose également de cinq courts de tennis en terre battue et de deux piscines.
Il reprend le blason de Joseph Edward Davies (troisième époux de Marjorie Merriweather Post) et remplace l'inscription « Integritas » par « Trump ». Il dépense 100 000 dollars pour quatre lavabos en or. Il revend aussi 4 % (soit 239 pièces) du mobilier.
Au début des années 1990, Donald Trump est en butte à des difficultés financières. En négociant avec ses banquiers, il promet de diviser Mar-a-Lago en petites propriétés. Le conseil municipal rejette sa proposition. Il menace alors de revendre le domaine à l'antenne locale de l'Église de l'Unification, qui reproche en retour à Trump d'utiliser son nom pour susciter des réactions dans la presse. Plusieurs associations de défense du patrimoine tentent de contrer le projet de Trump. Dans sa clause de divorce avec Donald Trump en 1991, Ivana Trump obtient le droit d'utiliser Mar-a-Lago un mois par an.
Il décide finalement de transformer Mar-a-Lago en un club privé, dont le coût d'entrée est fixé à 25 000 dollars,. Contrairement à d'autres lotissements, où les WASP sont majoritaires, Mar-a-Lago est ouvert à toutes les confessions religieuses, seul l'argent et les relations étant des critères. Le club privé est lancé durant l'hiver 1995-1996. Son premier historien en résidence est Tony Senecal, précédemment maire de la commune de Martinsburg. Le chanteur Tony Bennett est un habitant de Mar-a-Lago, y résidant notamment lors de sa convalescence en 1997. Dans son livre The Art of the Comeback, Trump consacre un chapitre entier à Mar-a-Lago, dans lequel il s'en prend à Dina Merrill pour l'avoir fortement critiqué dans ses projets de transformation du domaine.
En 1994, Michael Jackson et Lisa Marie Presley passent leur lune de miel à Mar-a-Lago.
Le 12 novembre 2005, Donald Trump, Jr., fils de l'homme d'affaires, organise sa cérémonie de mariage à Mar-a-Lago avec Vanessa Trump.
En 2006, Donald Trump est en litige avec la ville de Palm Beach car le mât du drapeau américain érigé dans sa propriété mesure 24,3 mètres de haut, soit deux fois plus que ce qui est autorisé par la municipalité. Depuis son arrivée, divers conflits ont en effet émaillé le quartier, se poursuivant souvent devant les tribunaux ; fils de promoteur immobilier, « nouveau riche », Trump ne fait pas partie des familles de la haute société résidant historiquement sur place. Cependant, son élection à la présidence des États-Unis inspire un certain respect dans le voisinage, lui pardonnant ses manières dans la mesure où il mène une politique économique qui leur convient.
Des sentiments contraires persistent toutefois, et se manifestent à nouveau en 2021 lors du retour désormais permanent de Donald Trump à Mar-a-Lago ; certains voisins demandent même son départ. Le 8 août 2022, le FBI effectue une perquisition dans la résidence.

## Description

### Édifice

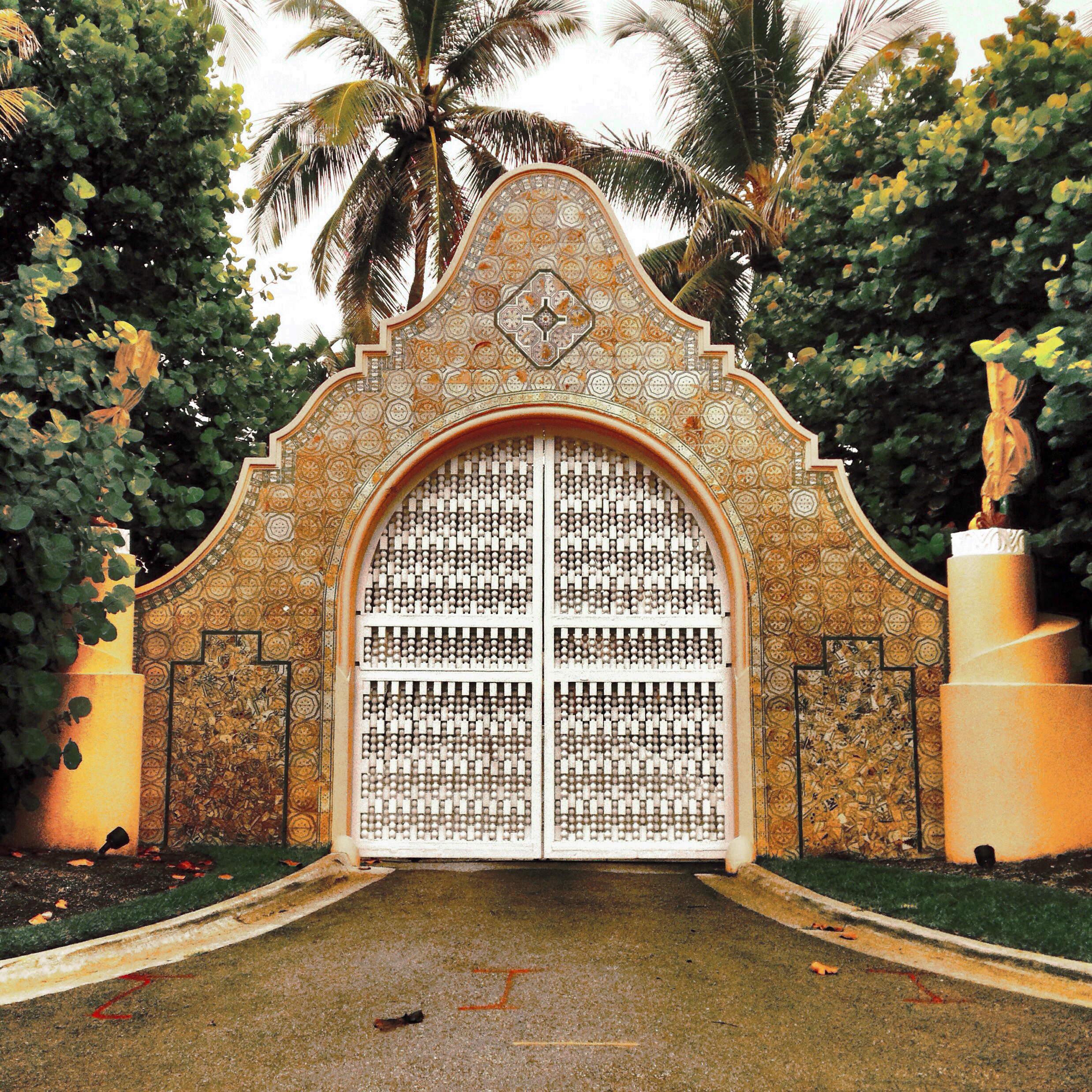
Le portail d'entrée en 2014.

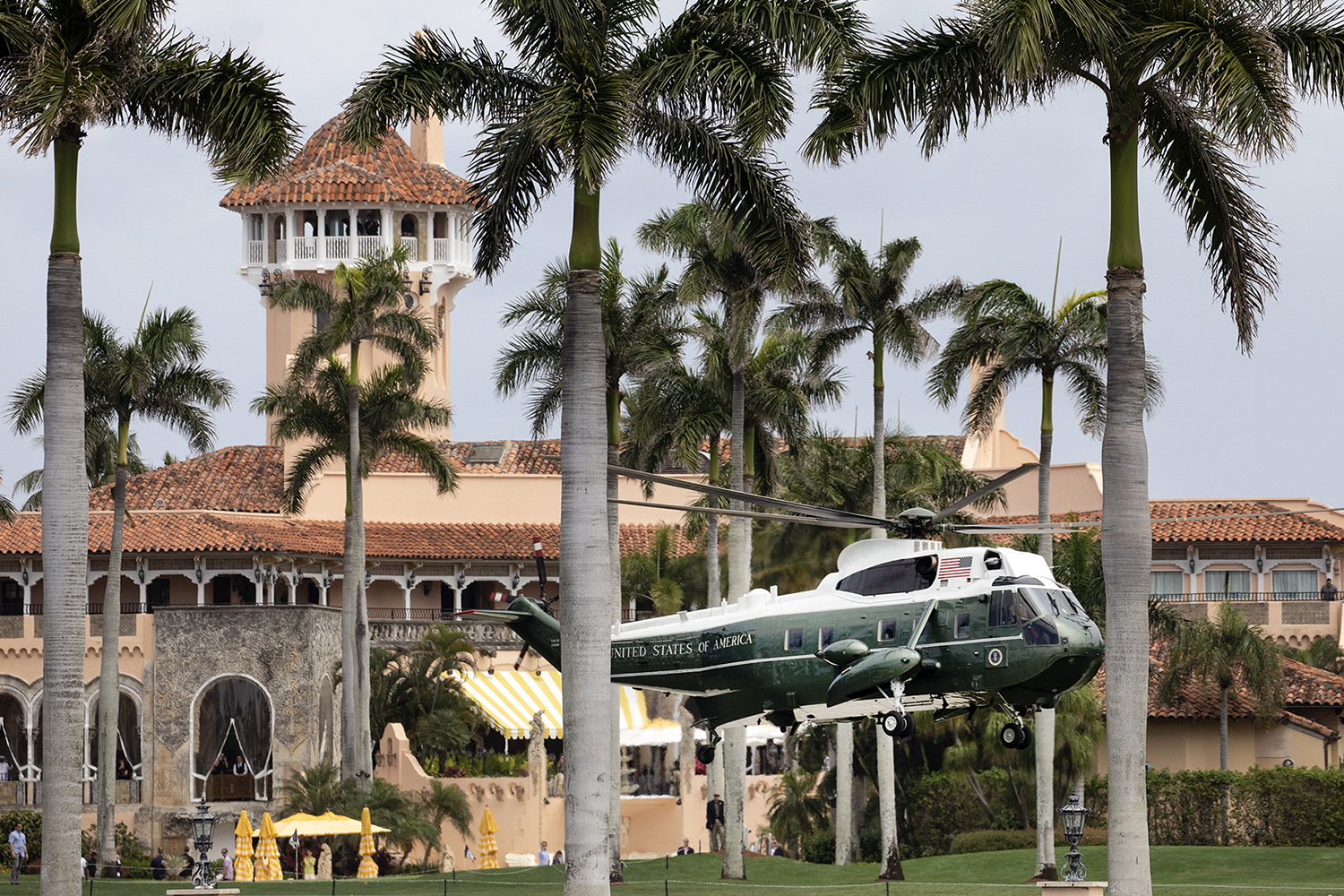
L'hélicoptère présidentiel Marine One à Mar-a-Lago.

La maison de 126 pièces répartie sur près de 10 000 m2 comprend le « Club Mar-a-Lago », un club privé doté de chambres, d'un spa et d'autres équipements de style hôtelier. La famille Trump, quant à elle, dispose d'appartements privés dans une zone séparée de l'édifice principal, de style hispano-mauresque.
La structure du bâtiment est rattachée avec du béton armé à la barrière de corail qui traverse le bras de terre à cet endroit. Une tour de cinq étages occupe le centre de la structure. Un tunnel (qui passe sous la route proche) relie le jardin de la maison à une extension avec piscine et accès à la plage située sur la côte Atlantique.
Tout au long de son premier mandat de président des États-Unis de 2017 à 2021, Donald Trump avait fait de Mar-a-Lago sa résidence d'hiver officieuse (trois semaines par an maximum). Chacun de ses séjours était facturé à l'État fédéral, comprenant aussi les frais pour sa sécurité et son entourage. Après sa défaite, il s'est retranché à Mar-a-Lago, où il continue d'exercer une forte influence sur le Parti républicain, dont certains élus et futurs candidats viennent chercher son soutien, notamment financier.

### Club
L'activité principale du domaine est son club privé, qui fonctionne comme un hôtel de luxe dont il faut être membre pour y accéder. Certains lieux patrimoniaux sont aussi loués pour des événements privés. L'adhésion au Club Mar-a-Lago est de 100 000 $. Les frais d'entrée sont montés à 200 000 $ en janvier 2017 à la suite de l'élection de Donald Trump en tant que président, sans compter la cotisation annuelle de 14 000 $. Les invités payent jusqu'à 2 000 $ par nuit. Selon les formulaires d'information financière déposés par Donald Trump, le Club de Mar-a-Lago a encaissé près de 30 millions de dollars de recettes pour la période allant de juin 2015 à mai 2016.
Le club compte près de 500 membres et admet vingt à quarante nouveaux membres par an.